# 細川昭経
細川 昭経（ほそかわ あきつね）は、安土桃山時代から江戸時代にかけての武将。